# Cantonul Saint-Quentin-Sud
Cantonul Saint-Quentin-Sud este un canton din arondismentul Saint-Quentin, departamentul Aisne, regiunea Picardia, Franța.

## Comune
- Gauchy
- Harly
- Homblières
- Mesnil-Saint-Laurent
- Neuville-Saint-Amand
- Saint-Quentin (parțial, reședință)